# Streptanthus cutleri
Streptanthus cutleri är en korsblommig växtart som beskrevs av Cory. Streptanthus cutleri ingår i släktet Streptanthus och familjen korsblommiga växter. Inga underarter finns listade i Catalogue of Life.